# Myrrhinitis
Myrrhinitis é um gênero de traça pertencente à família Agonoxenidae.